# يعقوب يومبي
جاكوب نيكانور يومبي إيباندي (من مواليد 1 أبريل 1994) ، أو ببساطة يعقوب يومبي، هو لاعب كرة قدم محترف في إفريقيا الوسطى يلعب كلاعب خط وسط لنادي الدوري العراقي الممتاز نفط البصرة ومنتخب جمهورية إفريقيا الوسطى.

## مهنة النادي
Youmbi لعب لنادي غينيا الاستوائية Leones Vegetos FC في جولات التصفيات المؤهلة لكأس الكونفيدرالية CAF 2015.

## التكريمات
- كأس تونس
  - تأهل نهائي كأس تونس 2017 مع بن قردان .

## روابط خارجية
- جاكوب يومبي في موقع sport.de
- جاكوب يومبي في موقع safascore.com
- يعقوب يومبي في موقع footbl.com
- يعقوب يومبي  على سكروي </img>